# Јарцевски рејон
Јарцевски рејон (рус. Ярцевский район) административно-територијална је јединица другог нивоа и општински рејон у централном делу Смоленске области, у европском делу Руске Федерације.
Административни центар рејона је град Јарцево. Према проценама националне статистичке службе, на подручју рејона је 2014. живело 54.440 становника или у просеку 33,6 ст/км².

## Географија
Јарцевски рејон обухвата територију површине 1.618,93 км² и на 16. месту је по површини међу рејонима Смоленске области. Граничи се са Духовшчинским рејоном на западу, на југу, југоистоку и југозападу су Кардимовски и Дорогобушки рејони, док је на истоку Сафоновски рејон. На североистоку и северу је подручје Холм Жирковског рејона.
Територија рејона лежи на благо заталасаном подручју Смоленског побрђа. Најважнији водотоци су реке Воп и Дњепар и њихове мање притоке.

## Историја
Садашњи Јарцевски рејон успостављен је 1929. године.

## Демографија и административна подела
Према подацима пописа становништва из 2010. на територији рејона је живело укупно 16.658 становника, а око 90% популације је живело у административном центру. Према процени из 2014. у рејону је живело 54.440 становника, или у просеку 33,6 ст/км².
| 1959. | 1979. | 1989.  | 2002.  | 2010.  | 2014.   |
| ----- | ----- | ------ | ------ | ------ | ------- |
| ---   | ---   | 10.767 | 62.012 | 55.803 | 54.440* |

Напомена: према процени националне статистичке службе.
На територији рејона постоје укупно 115 сеоских и једно градско насеље, подељених на 11 сеоских и једну урбану општину. Административни центар рејона је град Јарцево.

## Привреда и саобраћај
Најважнија привредна делатност у рејону је тектилна индустрија чији погони се налазе у граду Јарцеву.
Најважнији саобраћајни правци који пролазе преко територије рејона је међународни друмски аутопут М1 Беларус који град Москву повезује са Минском и Западном Европом, те Московска железница која повезује све делоце Средишњег федералног округа са Москвом.